# Gulhuvad sparvpapegoja
Gulhuvad sparvpapegoja (Forpus xanthops) är en fågel i familjen västpapegojor inom ordningen papegojfåglar.

## Utseende och läte
Gulhuvad sparvpapegoja är en liten (15 cm) papegojfågel i grönt och gult. Fjäderdräkten är övervägande grön med lysande gult på hjässa, tygel, örontäckare och haka. I ansiktet syns även ett ljust blått streck bakom ögat som fortsätter runt örontäckarna. Den är vidare koboltblå på nedre delen av ryggen, övergumpen och övre stjärttäckarna, liksom på undre vingtäckarna och i en fläck på vingen. Honan är ljusare på rygg och övergump och har mindre blått i vingen. Lätet från sittande fågel är snabba gnissliga "cheet-cheet-cheet".

## Utbredning och systematik
Fågeln förekommer enbart i norra Peru i arida områden i övre Marañón-dalen. Den behandlas som monotypisk, det vill säga att den inte delas in i några underarter.

## Status och hot
IUCN kategoriserar den som nära hotad.

## Bilder

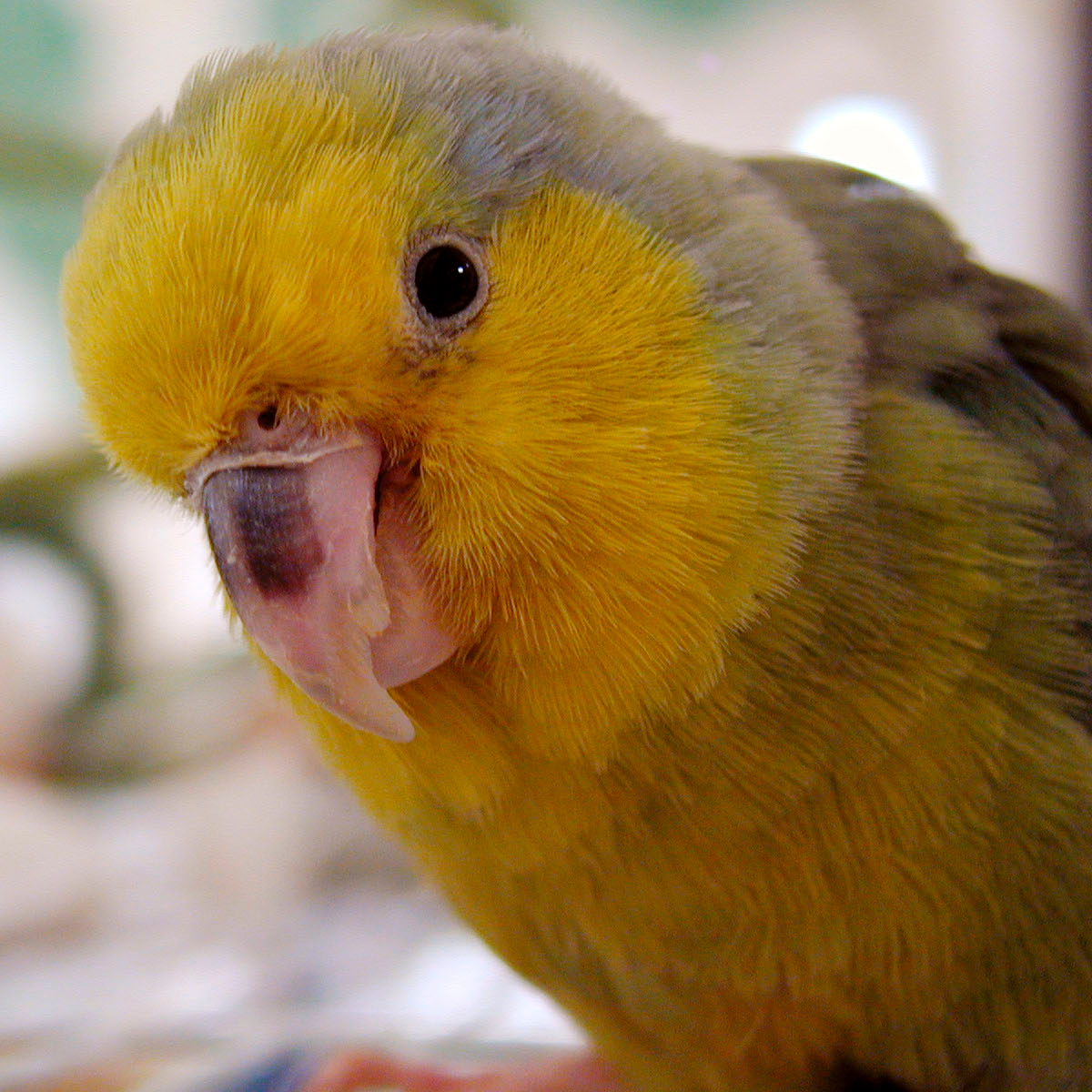
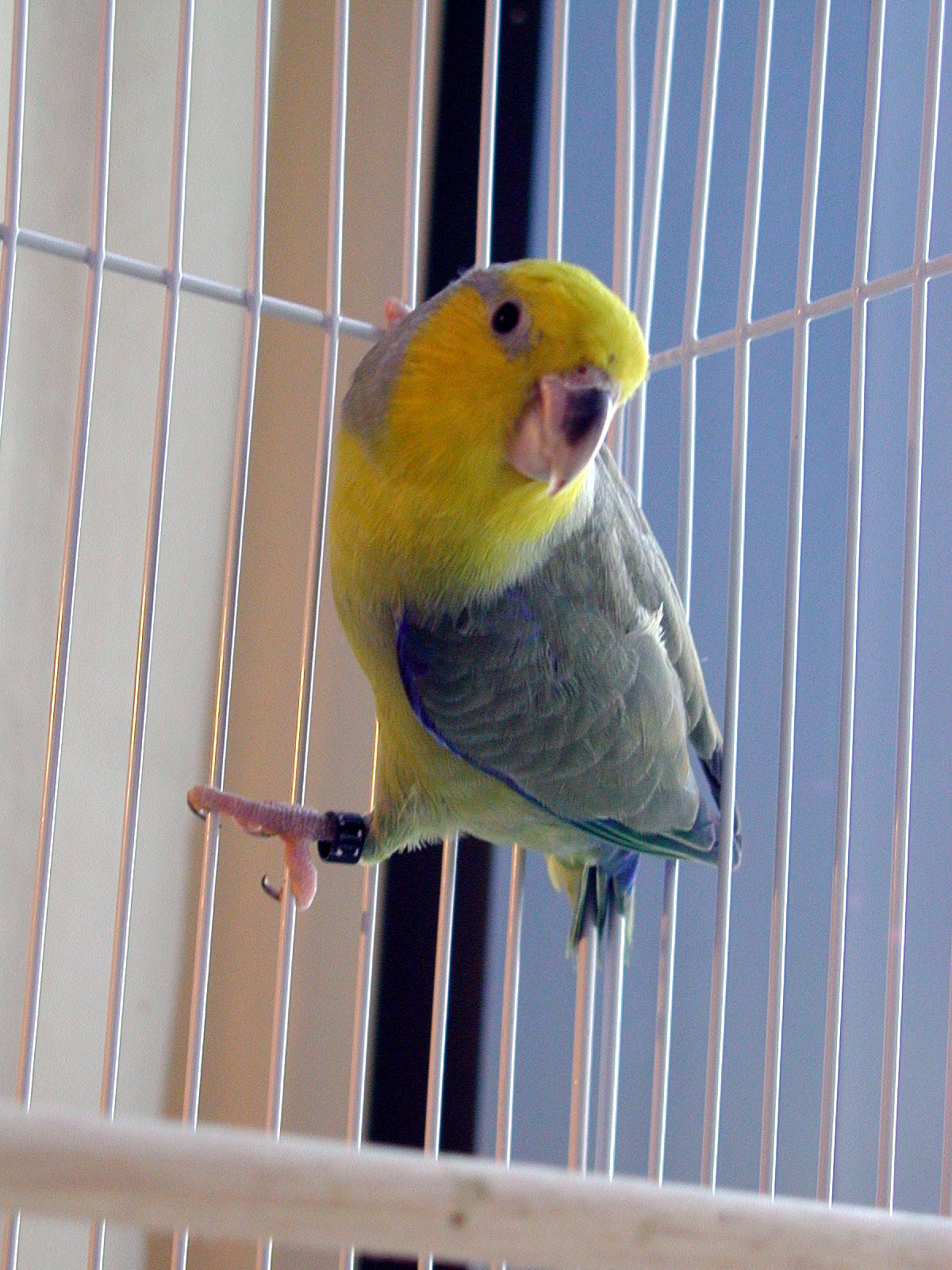
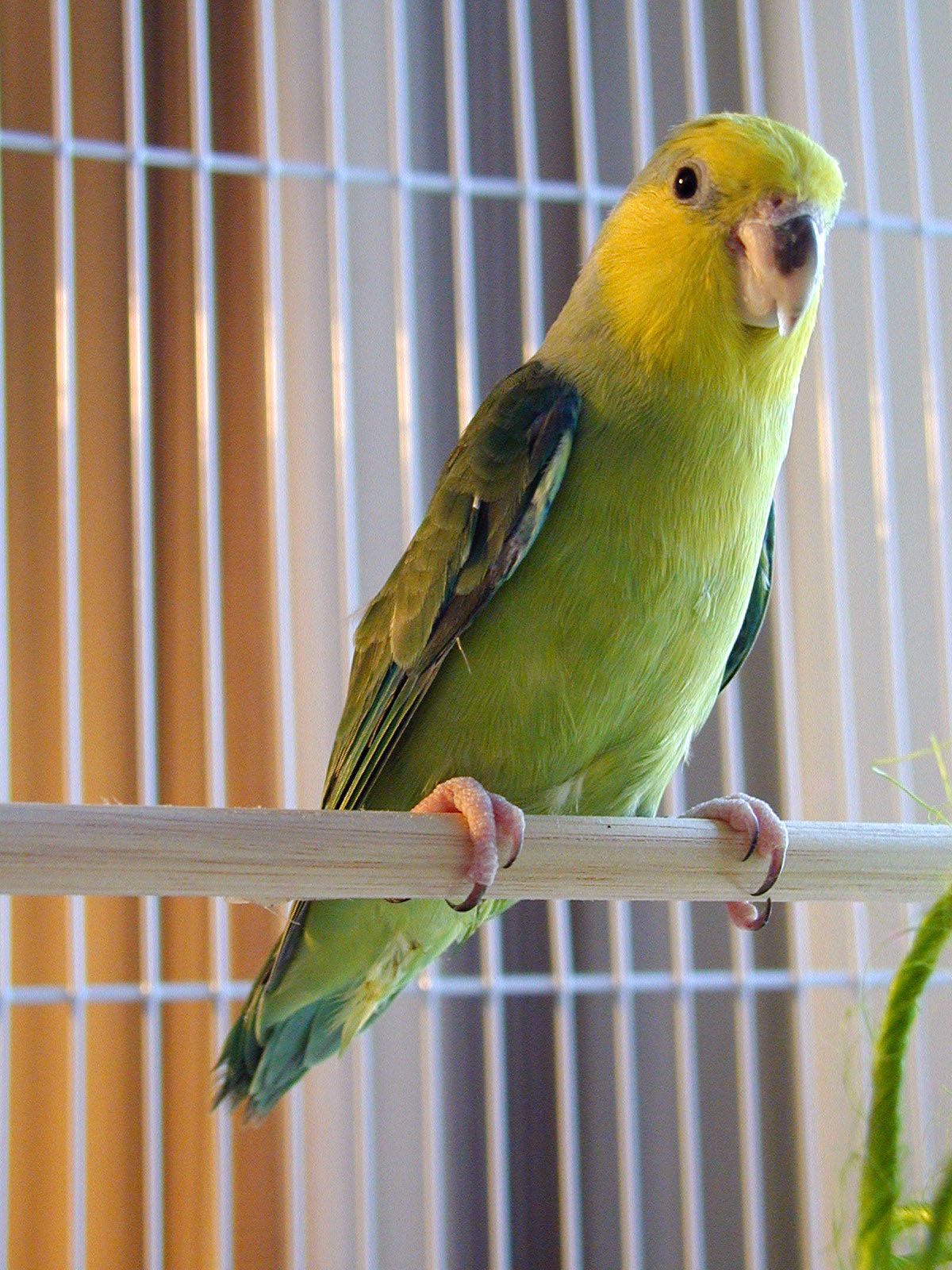